# Wilhelm Karczag

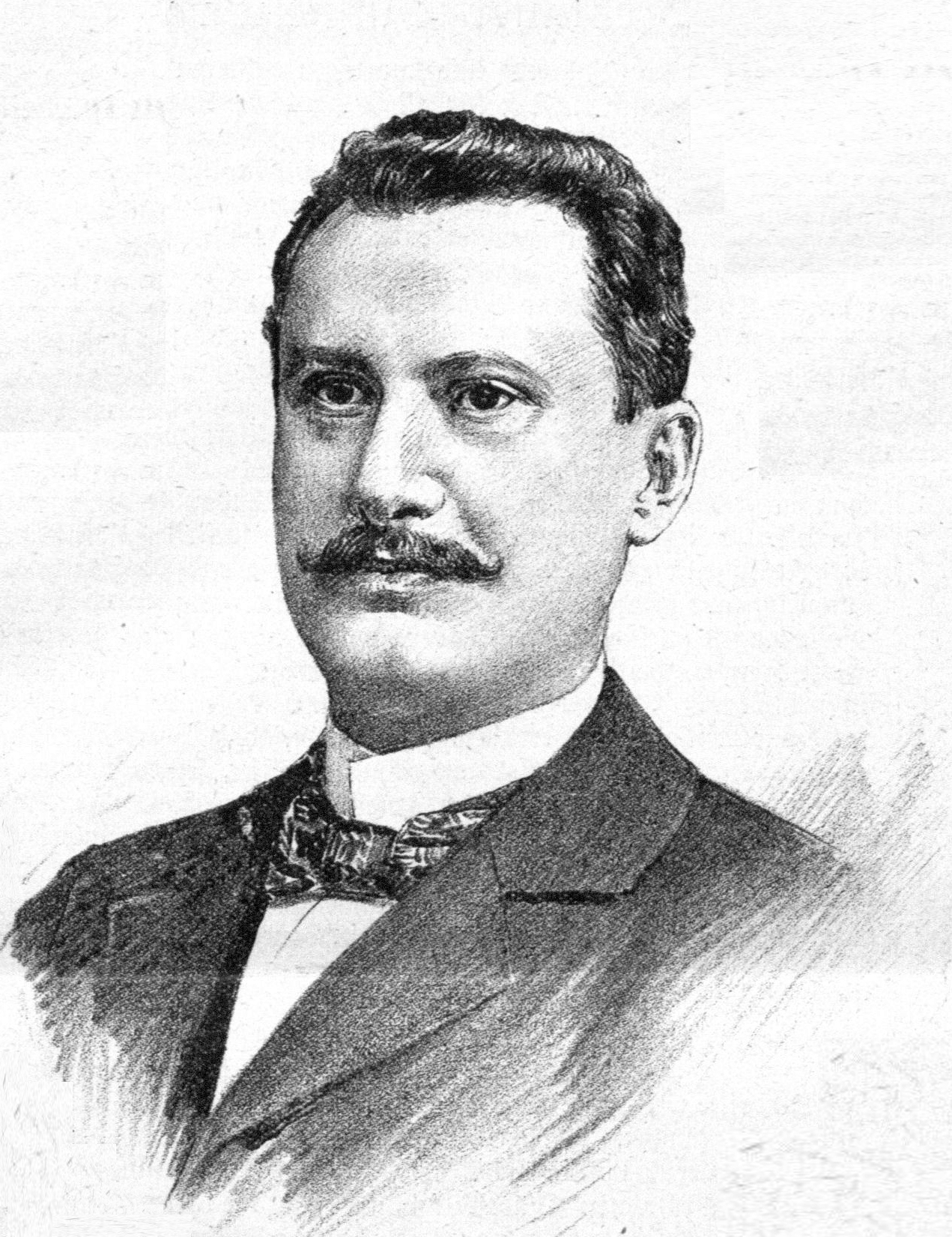
Wilhelm Karczag, 1901

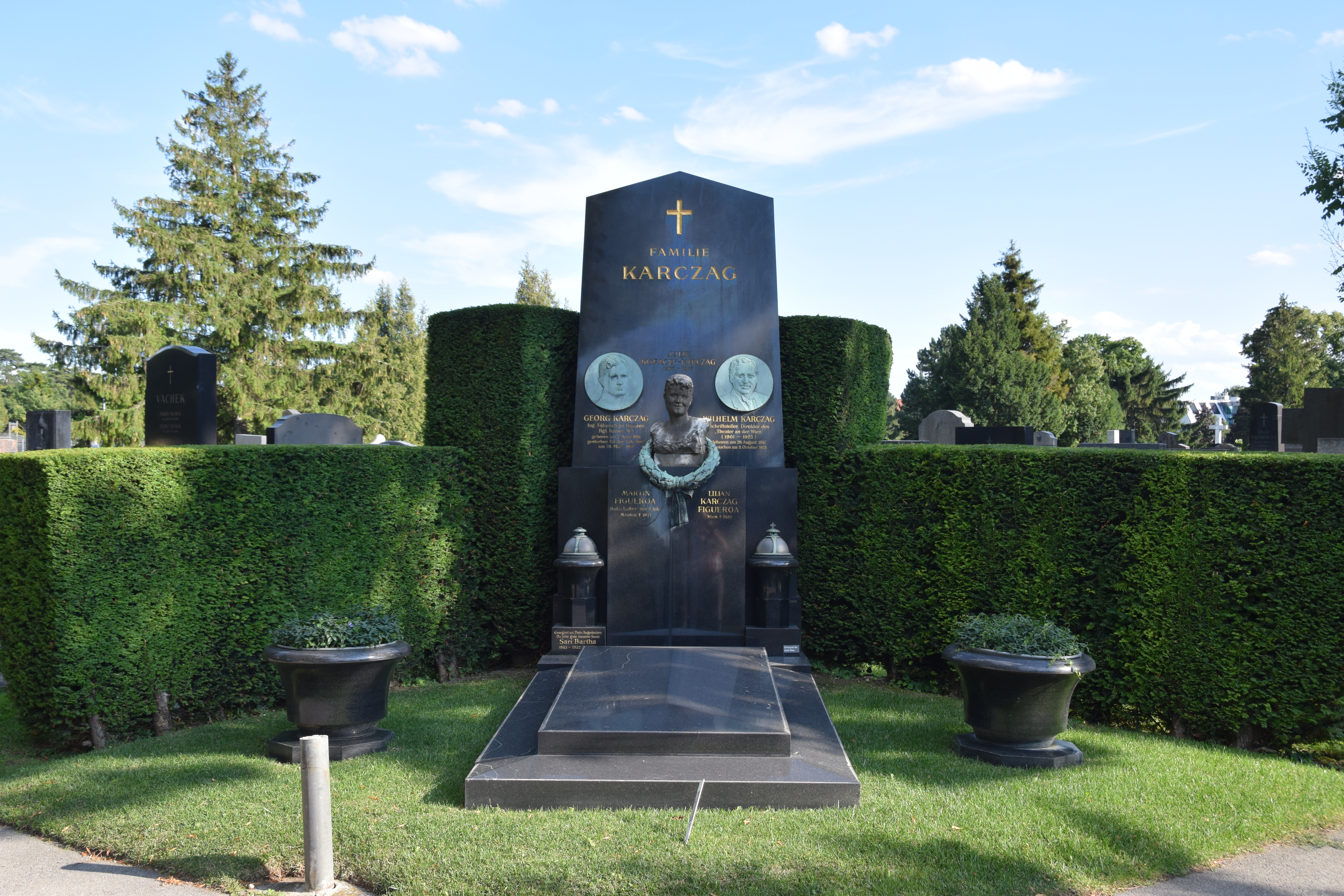
Grabstätte von Wilhelm Karczag

Wilhelm Karczag (* 28. August 1857 in Karcag, Ungarn, Kaisertum Österreich; † 11. Oktober 1923 in Baden bei Wien) war ein ungarischer Theaterdirektor und Schriftsteller.

## Leben
Wilhelm Karczag kam 1894 nach Wien und pachtete 1901 das renovierte Theater an der Wien, das damals noch eine Gastspielbühne war. Er setzte bald Operetten auf den Spielplan und hatte mit Franz Lehárs Wiener Frauen und Die Lustige Witwe großen Erfolg. Unter seiner Leitung kamen Werke von Kálmán und Eysler zur Aufführung. Unter den Schauspieler-Sängern ragten Girardi, Fischer und Ernst Tautenhayn hervor. Karczag pachtete mit Wallner auch das Raimundtheater und ersteigerte 1917 das Stadttheater. Damit waren alle großen Wiener Operettenbühnen in einer Hand.
Für Wilhelm Karczag gibt es ein Gedenkrelief in Wien 8. Laudongasse 36 (Adolf Schärf-Heim „Vindobona“ an der Stelle des Stadttheaters).
Er ruht in einem ehrenhalber gewidmeten Grab auf dem Hietzinger Friedhof (Gruppe 38, Reihe 1, Nummer 1) in Wien, an der Seite seiner Gattin Julie Kopacsy-Karczag. 1955 wurde die Karczaggasse in Wien-Donaustadt und 1981 der Wilhelm-Karczag-Weg in Wien-Hietzing nach ihm benannt.